# Ocotea minutiflora
Ocotea minutiflora är en lagerväxtart som beskrevs av Oswald Schmidt. Ocotea minutiflora ingår i släktet Ocotea och familjen lagerväxter. Inga underarter finns listade i Catalogue of Life.